# آب‌باریک (غور)
آب‌باریک که به زبان محلی آو باریک نیز تلفظ می‌شود یک منطقهٔ روستایی در افغانستان است که در ولایت غور واقع شده‌است.